# Tija
Tija je gradić u južnoj Etiopiji u zoni Gurage u Regiji Južnih naroda i etničkih skupina, 50 km južno od Adis Abebe. Tija JE prema podacima Središnje statističke agencije Etiopije iz 2005., imao 3.363 stanovnika. Od toga 1.615 muškaraca i 1.748 žena. Na prijašnjem popisu iz 1994. godine imao je samo 1.856 stanovnika (894 muškaraca i 962 žena). Tija je jedan od tri grada u woredi Sodo.
Tija je svjetski poznata po obližnjem arheološkom nalazištu (koje je samo jedno od 160 u woredi Sodo) paleolitske nekropole u kojoj se nalazi 36 kamenih stela. "Na 32 stele su uklesani razni enigmatski simboli, ponajviše mačevi".
Nekropolu Tija otkrila je u travanju 1935. jedna njemačka etnografska ekspedicija, koja se utaborila na sat hoda od monolita i tako nabasala na nalazište 
Za stele iz Tije se u Europi i prije znalo, o njima su prvi pisali V. Chollet i H. Neuville u časopisu Bulletin de la Société philomathique de Paris još 1905. god.
O stelama iz Tije je izvjestio i katolički fratar iz Gondara Pere Bernardin Azais 1920. Ali je nalazište nakon toga zaboravljeno, tako da su ga Nijemci ponovno otkrili svijetu.
Izrezbareni moliti su različitih veličina, od 1 do 5 m, i svrstavaju se po obliku u više kategorija: figurativne kompozicije, antropomorfne, polusferne ili ćunjaste i jednostavni monoliti. Na sjevernom području nalazi se bajveći broj stela ukrašenih mačevima i tajanstvenim shematskim ljudskim figuama. Zbog izuzetne kulturno povijesne vrijednosti nepoznate kulture, UNESCO je 1980. godine uvrstio nekropolu Tija na popis mjesta svjetske baštine u Africi.
Pored Tije nalazi se još jedno nalazište iz paleolita, Melka Kunture kod sela Melka Avaš, i kratersko jezero Hera Shetan. Atrakcija je i mjesto Agesoke, na kojemu se nalaze veliki kameni megaliti koje je oblikovala priroda.

## Poveznice
- Megalitski kameni krugovi Senegambije
- Neolitski Orkney

## Vanjske poveznice
- GreatBuildings Page: Stelae of Tiya (fotografije)
- Fotografije na ourplaceworldheritage.com  Arhivirana inačica izvorne stranice od 10. veljače 2012. (Wayback Machine) (engl.) Posjećeno 24. listopada 2011. (engl.)